# Цопфстиль

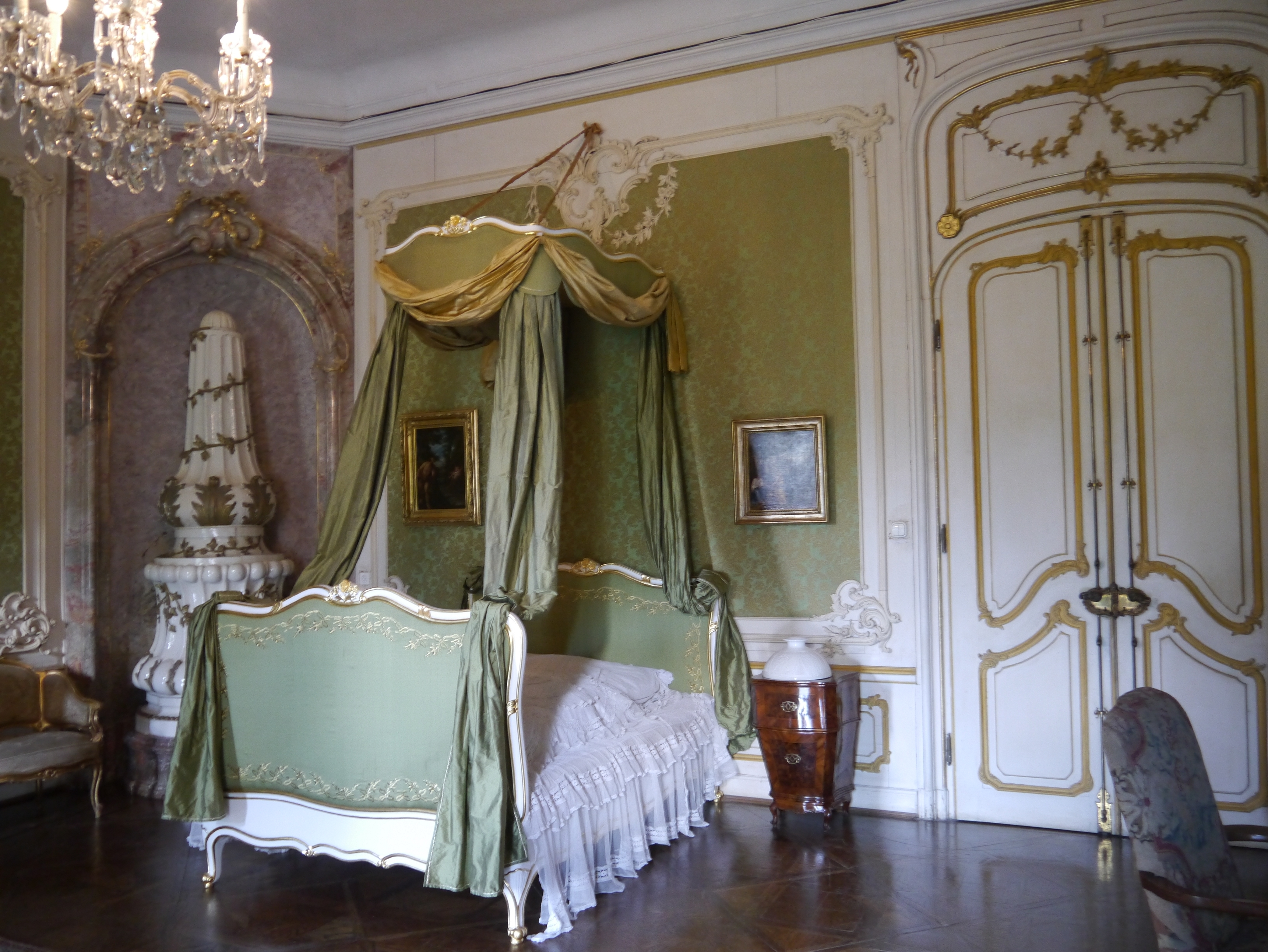
Спальня в стиле «цопф» во дворце Эстерхази. Фертёд, Венгрия

Цопфстиль (нем. Zopfstil, от Zopf — косичка) — историко-региональный художественный стиль, получивший распространение в Германии и Австрии во второй половине XVIII в. Несколько ироничное название (возможно, в значении «старомодный») возникло от моды того времени на мужские парики с короткими косичками при австрийском дворе императора Иосифа II (1765—1790). В Австро-Венгрии стиль цопф сменил австрийское, или венское, рококо времени правления императрицы Марии Терезии (1741—1780).
Цопфстиль обычно рассматривают в качестве переходного от рококо к неоклассицизму и сравнивают с поздне-георгианским стилем в Англии (1760—1820) или стилем Людовика XVI во Франции (1774—1793). Он отличался «простотой, строгостью форм, ясными, простыми линиями в оформлении интерьера и мебели, лаконичностью и даже аскетизмом декора и цветовых сочетаний». Иногда стиль «цопф» рассматривают в качестве предтечи немецко-австрийского бидермайера.